# Pauvreté au Pakistan

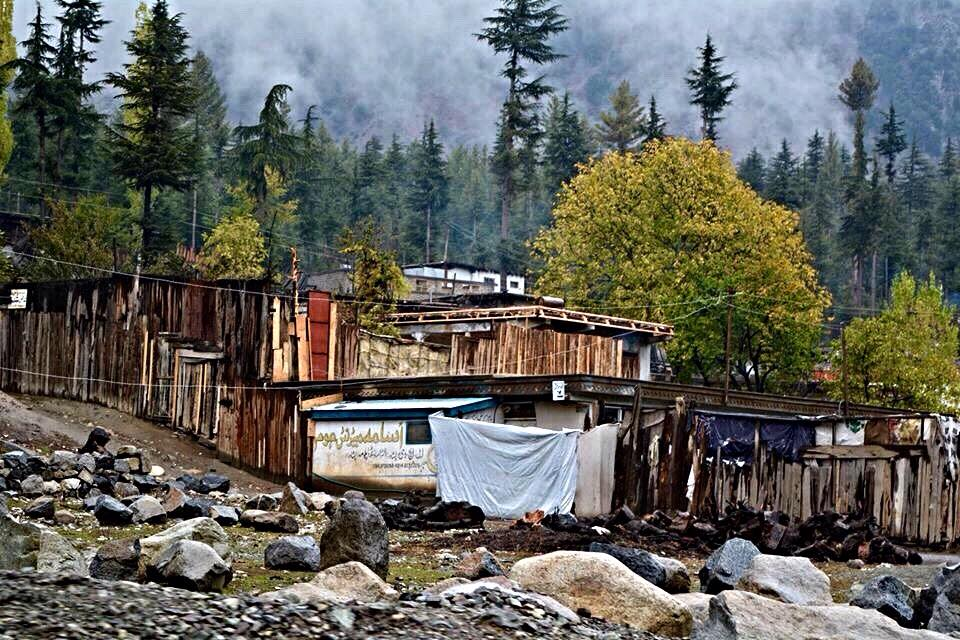
Bidonvilles au Pakistan.

La pauvreté au Pakistan est un problème endémique du pays qui toucherait entre un quart et plus d'un tiers de la population selon les périodes et les indicateurs, bien qu'en forte baisse depuis le début des années 2000. Le Pakistan est confronté à une économie fragile et une démographie vigoureuse. Une forte corruption et la priorité donnée aux dépenses militaires a entrainé un fort retard dans le développement civil du pays.
Le taux national de pauvreté s'établit à 24,3 % de la population en 2015 et près de 8 % des Pakistanais vivent sous le seuil international de pauvreté fixé à 1,9 dollar. L'indice de la pauvreté multidimensionnelle s'établit quant à lui autour de 39 %, mais s'étend de 3 % à Islamabad jusqu'à 97 % à Killa Abdullah.

## Statistiques

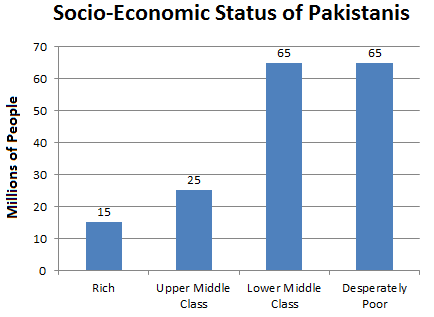
Nombre de Pakistanais (en millions) par classe sociale, en 2012.

Selon la Banque mondiale, 24,3 % de la population vit sous le seuil de pauvreté nationale en 2015, soit près de 46 millions de personnes. On note toutefois une forte chute depuis 2001 où elle était estimée à 64,3 %. De même, 3,9 % de la population vit sous le seuil international de pauvreté, alors établi à 1,9 dollar par jour, soit près de 8 millions de Pakistanais contre près de 30 % de la population en 2001. Cette amélioration serait en grande partie due à la création d'emplois non-agricoles.
En juin 2018, le taux de pauvreté national est estimé à 31,3 %, alors en nette hausse dans un contexte de ralentissement économique et de forte inflation. La crise budgétaire et de la balance des paiements a en effet conduit le pays à demander l'aide du Fonds monétaire international conditionnée à des mesures d'austérité : hausse des taxes et des prix de l'énergie notamment.
Par ailleurs, près de 20 % de la population souffre de malnutrition en 2018 et près de 38 % des enfants âgés de moins de cinq ans souffrent de retard de croissance selon la banque asiatique de développement.

## Disparités
Les chiffres de la pauvreté dans le pays laisse entrevoir une forte disparité géographique. En 2015, l'indice de la pauvreté multidimensionnelle s'établit à 38,8 % au niveau national. Le territoire de l'Azad Cachemire et la province du Pendjab s'affiche comme les moins pauvres avec 25 et 31 % de pauvreté respectivement. Il est un peu supérieur à la moyenne nationale dans le Sind et explose dans le Khyber Pakhtunkhwa (49 %) et le Baloutchistan (71 %).
Les plus grandes villes ont le plus faible indice de pauvreté : 3,1 % à Islamabad, 4,3 % à Lahore, 4,5 % à Karachi et 7,5 % à Rawalpindi. Le district de Killa Abdullah dans le Baloutchistan est le plus pauvre du pays avec un taux de 96,9 %, suivi par quatre autres district de cette province et deux du Khyber Pakhtunkhwa, tous situés au-dessus de 90 %.
Enfin, la pauvreté touche nettement plus les femmes, les jeunes et les espaces ruraux.